# Leopoldów (powiat łęczyński)
Leopoldów – kolonia w Polsce położona w województwie lubelskim, w powiecie łęczyńskim, w gminie Łęczna.
W latach 1975–1998 miejscowość należała administracyjnie do województwa lubelskiego.
Wieś stanowi sołectwo gminy Łęczna. Według Narodowego Spisu Powszechnego z roku 2011 wieś liczyła 68 mieszkańców.

## Historia
Wieś powstała prawdopodobnie na początku XX wieku należała do dóbr Krzesimów. Występuje w spisie z roku 1921 jako kolonia w gminie Bialobrzegi spisano wówczas w miejscowości 10 domów i 72 mieszkańców.